# Casa del Fascio (Castel Goffredo)
La ex-Casa del Fascio, a Castel Goffredo, si trova in piazza Giacomo Matteotti ed è un esempio di edificio dell'architettura razionalista italiana.

## Storia e descrizione

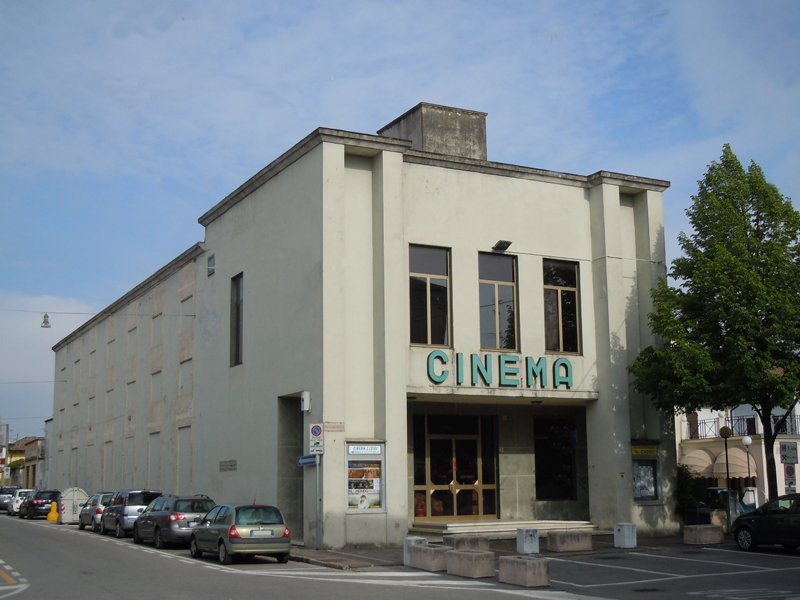
Teatro comunale di Castel Goffredo

Fu progettata dall'ingegner Demetrio Palvarini alla fine degli anni trenta in stile razionalista, architettura in voga in quell'epoca.
L'edificio si presenta come un complesso di due corpi a pianta rettangolare, uniti nel mezzo da una torre a sezione quadrata, al tempo chiamata “torretta del Littorio”.

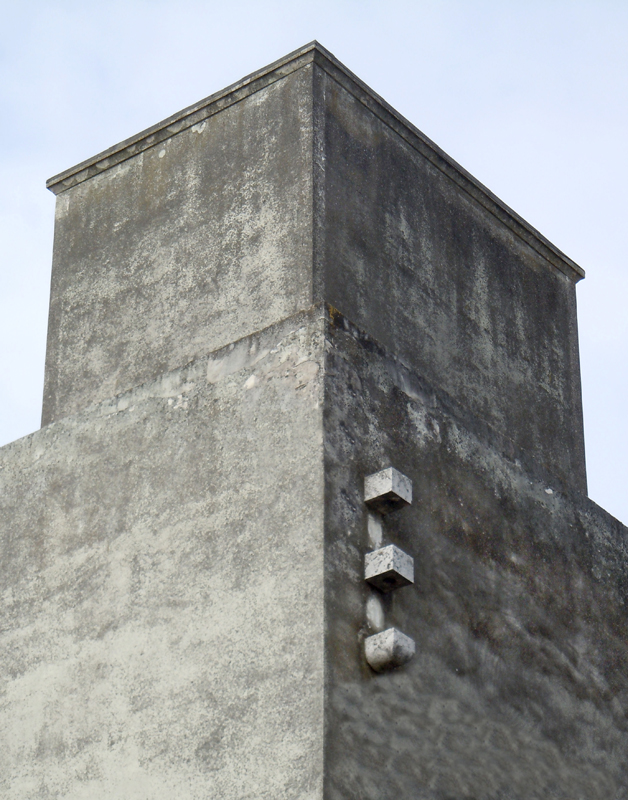
Torre del Littorio, particolare del porta-asta in marmo per bandiera

Sorta come istituzione dell'Opera Nazionale Dopolavoro, la struttura più ampia venne utilizzata come cinema-teatro comunale dagli anni quaranta agli anni settanta ed è attualmente in progetto di ristrutturazione.
La struttura di minore superficie fu adibita nel tempo a varie attività sociali. Dagli anni ottanta è sede della biblioteca comunale di Castel Goffredo e della sala civica per riunioni e convegni. Nel novembre 2017 il Comune di Castel Goffredo ha avviato un progetto di recupero degli edifici, comprendenti anche il teatro comunale, finalizzato alla istituzione di un nuovo centro culturale.